# Centro Democrático Unido
Centro Democrático Unido (CDU) (deutsch: Vereinigtes Demokratisches Zentrum) ist eine politische Partei in El Salvador.
Die Partei gewann bei den Wahlen am 16. März 2003 6,4 % der abgegebenen Stimmen und somit fünf von 84 Sitzen im Parlament. Bei den Präsidentschaftswahlen 2004 gewann ihr Kandidat Héctor Silva Argüello, der auch von der Partido Demócrata Cristiano unterstützt wurde, 3,9 % der Stimmen.